# Адна зямля
Адна зямля (рус. Одна земля) — региональный фестиваль-конкурс молодых исполнителей эстрадной песни, который проводится по очереди в одном из районов Белорусского Повилья и Воложинщине: Молодечненском, Вилейском, Мядельском и Воложинском Минской области и Сморгонском, Ошмянском, Островецком Гродненской области.

## История
Первоначально (1999) учредителями фестиваля стали отделы культуры Молодечненского, Воложинского и Ошмянского райисполкомов и еженедельник «Рэгіянальная газета». Название фестиваль позаимствовал у одного из учредителей — «Адна зямля» — слоган еженедельника «Рэгіянальная газета».
Впервые фестиваль прошёл 10 июля 1999 года на стадионе посёлка Чисть в Молодечненском районе.
С 2000 года в фестивале участвуют представители Вилейщины и Сморгонщины, а к учредителям присоединились отделы культуры Вилейского и Сморгонского райисполкомов.
С 2002 года участвуют жители Островецкого района. Учредителем становится и отдел культуры Островецкого райисполкома.
В 2004 году в число учредителей вошёл отдел культуры Мядельского райисполкома. Участниками могут стать и жители Мядельского района.
В 2013 году фестиваль прошёл 9 июня в Молодечно на сцене амфитеатра, построенного к «Дожинкам-2011».

## Места проведения фестиваля
- 1999 — Молодечненский район, посёлок Чисть[2]
- 2000 — Воложин[3]
- 2001 — Ошмяны[8]
- 2002 — Островецкий район, деревня Рымдюны[4]
- 2003 — Сморгонь[8]
- 2004 — Вилейка[5]
- 2005 — Мядель[9]
- 2006 — Молодечно[10]
- 2007 — Воложин[11]
- 2008 — Мядель[12]
- 2009 — Сморгонь[13]
- 2010 — Ошмяны[14]
- 2011 — Островец[15]
- 2012 — Вилейка[16]
- 2013 — Молодечно[7]
- 2014 — Воложин[17]
- 2015 — Ошмяны[17]
- 2016 — Островец[18]
- 2017 — Сморгонь

## Гимн фестиваля
Гимн фестиваля написали поэтесса Таисия Трофимова и композитор Елена Атрашкевич. Впервые исполнен в 1999 году в поселке Чисть.

## Обладатели Гран-при
- 1999 — Дмитрий Минько, Молодечненский район
- 2000 — Дарья Уризченко, Молодечненский район
- 2001 — Людмила Сенкевич, Ошмянский район
- 2002 — Казимир Толстыко, Вилейский район
- 2003 — Алеся Супранович, Вилейский район
- 2004 — Наталья Салова, Вилейский район
- 2005 — Алеся Кульша, Молодечненский район
- 2006 — Александр Соловьёв, Молодечненский район
- 2007 — Виктор Выборнов, Молодечненский район
- 2008 — Виктория Илькевич, Вилейский район
- 2009 — Денис Пацевич, Сморгонский район
- 2010 — Ольга Ильич, Молодечненский район
- 2011 — Анастасия Апанасенко, Молодечненский район
- 2012 — Артур Михайлов, Молодечненский район
- 2013 — Дарья Атрошенко[7], Молодечненский район
- 2014 — Вадим Лукашевич[17], Ошмянский район
- 2015 — Максим Пашук, Сморгонский район

## Приз зрительских симпатий
Приз зрительских симпатий — специальный приз, учреждённый еженедельником «Рэгіянальная газета». Его обладателями становились
- 1999 — Юлия Иванчик, Молодечненский район
- 2000 — Алеся Державец, Вилейский район
- 2001 — Иван Володько, Ошмянский район
- 2002 — Сергей Севко, Островецкий район
- 2003 — Светлана Пушкарева, Воложинский район
- 2004 — Катерина Цыгельникова, Мядельский район
- 2005 — Валерий Вязевич, Мядельский район
- 2006 — Николай Рязанович, Сморгонский район
- 2007 — Василий Касперович, Ошмянский район раён
- 2008 — Геннадий Чернявский, Воложинский район
- 2009 — Татьяна Анушевская, Воложинский район
- 2010 — Александр Жуковский, Ошмянский район
- 2011 — Ольга Кастюкевич, Сморгонский район
- 2012 — Алеся Сергейчик, Воложинский район
- 2013 — Александра Корсак[7], Вилейский район
- 2014 — Петр Кулеш[17][20], Вилейский район